# Буравчик (коктейль)

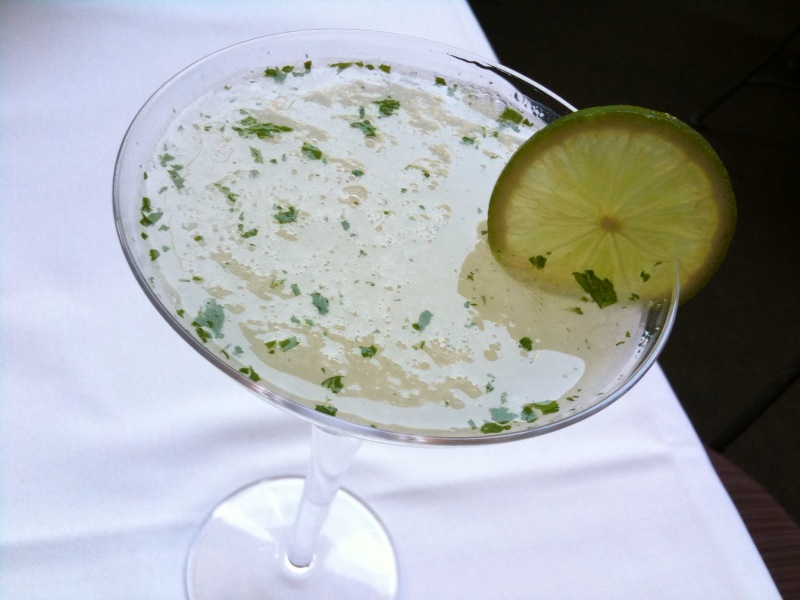
Мятный «Буравчик» с водкой

Бура́вчик, иногда также ги́млет или джи́млет (англ. Gimlet) — коктейль, основанный на джине с добавлением лаймового сока. Иногда джин заменяют водкой.

## Состав
В составе классического «буравчика» входят:
- Джин — 3 части;
- Лаймовый сок — 1 часть[2];
- Сахар (если сок не подслащённый).

Коктейль взбалтывают в шейкере со льдом и подают в бокале, украшенным долькой лайма или лимона.

## Этимология
Самое простое происхождение названия намекает на буравчик — режущий инструмент, применяемый для высверливания отверстий в дереве, в том числе в бочках с алкоголем; коктейль якобы оказывает «проникновенное» влияние, будто бы «„буравчик“ буквально дырявит память пьющего так, что наутро в ней зияют огромные провалы». Согласно другой теории, «буравчик» был назван в честь военного хирурга Томаса Гимлетта (англ. Thomas D. Gimlette), служившего в Королевском ВМФ Британии, который рекомендовал матросам этот напиток в качестве профилактики цинги, поскольку лаймовый сок содержит большое количество витамина C.

## В литературе
Терри Леннокс, герой романа Рэймонда Чандлера «Долгое прощание», в одном из баров так отзывается о поданном ему «буравчике»:

 – Не умеют здесь смешивать этот коктейль, – сказал он. – Просто берут джин, лимонный сок, добавляют сахара и биттер. А настоящий «буравчик» – это джин пополам с соком лайма, и больше ничего. Даёт мартини сто очков вперёд.
Оригинальный текст (англ.)"They. don't know how to make them here," he said. "What they call a gimlet is just some lime or lemon juice and gin with a dash of sugar and bitters. A real gimlet is half gin and half Rose's Lime Juice and nothing else. It beats martinis hollow."